# Lijst van driehoekscentra met hun kimberlingnummer
Het kimberlingnummer is een nummer dat door de Amerikaanse wiskundige Clark Kimberling gegeven is aan een driehoekscentrum in zijn Encyclopedia of Triangle Centers: encyclopedie van driehoekscentra. Op dit moment staan meer dan 50.000 driehoekscentra in de lijst. Hieronder staat een lijst van driehoekscentra met hun kimberlingnummer.
| Punt                                                                              | Kimberlingnummer |
| --------------------------------------------------------------------------------- | ---------------- |
| Middelpunt van de ingeschreven cirkel                                             | X(1)             |
| Zwaartepunt                                                                       | X(2)             |
| Middelpunt van de omgeschreven cirkel                                             | X(3)             |
| Hoogtepunt                                                                        | X(4)             |
| Middelpunt van de negenpuntscirkel                                                | X(5)             |
| Punt van Lemoine                                                                  | X(6)             |
| Punt van Gergonne                                                                 | X(7)             |
| Punt van Nagel                                                                    | X(8)             |
| Middenspunt                                                                       | X(9)             |
| Punt van Spieker                                                                  | X(10)            |
| Punt van Feuerbach                                                                | X(11)            |
| Perspectiviteitscentrum van driehoek van Feuerbach en ABC                         | X(12)            |
| Punt van Fermat                                                                   | X(13)            |
| Tweede isogone centrum                                                            | X(14)            |
| Isodynamische punten                                                              | X(15) en X(16)   |
| Punten van Napoleon                                                               | X(17) en X(18)   |
| Punt van Clawson                                                                  | X(19)            |
| Punt van De Longchamps                                                            | X(20)            |
| Punt van Schiffler                                                                | X(21)            |
| Exeterpunt                                                                        | X(22)            |
| Far-outpunt                                                                       | X(23)            |
| Het oneigenlijke punt van de rechte van Euler                                     | X(30)            |
| Midden van de punten van Brocard                                                  | X(39)            |
| Punt van Bevan                                                                    | X(40)            |
| Punt van Kosnita                                                                  | X(54)            |
| Inwendig gelijkvormigheidscentrum van ingeschreven cirkel en omgeschreven cirkel  | X(55)            |
| Uitwendig gelijkvormigheidscentrum van ingeschreven cirkel en omgeschreven cirkel | X(56)            |
| De isotomische verwant van het hoogtepunt                                         | X(69)            |
| Vierde snijpunt omgeschreven cirkel en hyperbool van Jerabek                      | X(74)            |
| Middelpunt van de hyperbool van Kiepert                                           | X(115)           |
| Middelpunt van de hyperbool van Jerabek                                           | X(125)           |
| Isoperimetrisch punt                                                              | X(175)           |
| Gelijke-omweg-punt                                                                | X(176)           |
| Eerste punt van Ajima-Malfatti                                                    | X(179)           |
| Tweede punt van Ajima-Malfatti                                                    | X(180)           |
| Punt van Weill                                                                    | X(354)           |
| Eerste punt van Morley                                                            | X(356)           |
| Tweede punt van Morley                                                            | X(357)           |
| Hofstadter één-punt                                                               | X(359)           |
| Hofstadter nul-punt                                                               | X(360)           |
| Middelpunt van de cirkel van Taylor                                               | X(389)           |
| Punten van Vecten                                                                 | X(485) en X(486) |
| Midden van Johnson                                                                | X(495)           |
| Middelpunt van de cirkel van Lester                                               | X(1116)          |
| Middelpunt van de cirkel van Van Lamoen                                           | X(1153)          |